# The Joshua Tree
| 평가 점수               | 평가 점수 |
| 출처                    | 점수      |
| ----------------------- | --------- |
| AllMusic                | [ 1 ]     |
| Chicago Sun-Times       | [ 2 ]     |
| Entertainment Weekly    | A         |
| Houston Chronicle       | [ 4 ]     |
| Los Angeles Times       | [ 5 ]     |
| The New Zealand Herald  | [ 6 ]     |
| Orlando Sentinel        | [ 7 ]     |
| Pittsburgh Post-Gazette | A−        |
| Q                       | [ 9 ]     |
| The Village Voice       | B         |

《The Joshua Tree》는 아일랜드의 록 밴드 U2의 다섯 번째 스튜디오 음반이다. 프로듀싱은 다니엘 라누아와 브라이언 이노가 맡았고, 1987년 3월 9일, 아일랜드 레코드에 발매되었다. 1984년 발매된 《The Unforgettable Fire》의 앰비언트 실험과는 대조적으로, 이 밴드는 《The Joshua Tree》에 대한 전통적인 노래 구조의 한계 내에서 더 강한 타격을 입히는 소리를 목표로 했다. 이 음반은 미국과 아일랜드의 포크 음악에 영향을 받았고, 음악적 이미지로 꾸며진 사회적 인식의 가사를 통해 이 그룹이 "진정한 미국"에 대한 반감과 "신념적인 미국"에 대한 그들의 매력을 대조한다.
미국 여행 경험, 문학, 정치에 영감을 받아 U2는 미국 기록을 위한 테마로 미국을 선택했다. 녹음은 1986년 1월에 아일랜드에서 시작되었고 편안하고 창의적인 분위기를 조성하기 위해 주로 두 집에서 녹음되었다. 이 세션 동안 몇몇 행사들은 국제사면위원회의 희망의 음모에 대한 참여, 로디 그레그 캐롤의 죽음, 그리고 리드 보컬리스트 보노의 중앙아메리카 여행 등 이 음반의 의식적인 어조를 형성하는데 도움을 주었다. 녹음은 1986년 11월에 완료되었고, 추가 생산은 1987년 1월까지 계속되었다. U2는 이 기간 내내 이 기록을 위해 "영화적" 품질을 추구했는데, 이는 특히 미국의 열린 공간 같은 위치에 대한 감각을 불러일으킬 것이다. 그들은 이것을 미국 사막 풍경에서 묘사한 소매 사진에 담았다.
《The Joshua Tree》는 비평가들의 호평을 받았고, 20여 개국의 차트에서 1위를 차지했으며, 영국 역사상 가장 빨리 팔린 음반이 되었다. 《롤링 스톤》에 따르면, 이 음반은 "영웅에서 슈퍼스타로" 밴드의 위상을 높였다고 한다. 그것은 〈With or Without You〉와 〈I Still Haven't Found What I'm Looking For〉 그리고 〈Where the Streets Have No Name〉을 히트시켰으며, 그 중 첫 번째 두 곡은 미국에서 이 그룹의 유일한 1위 싱글이 되었다. 이 음반은 1988년 보컬과 함께 듀오 또는 그룹이 선정한 올해의 앨범상과 최우수 록 퍼포먼스로 그래미 어워드를 수상했다. 이 그룹은 1987년 내내 The Joshua Tree Tour로 이 기록을 지원했는데, 이 투어에서 그들은 선수 생활 중 처음으로 경기장에서 공연을 하기 시작했다.

## 포장재 및 제목

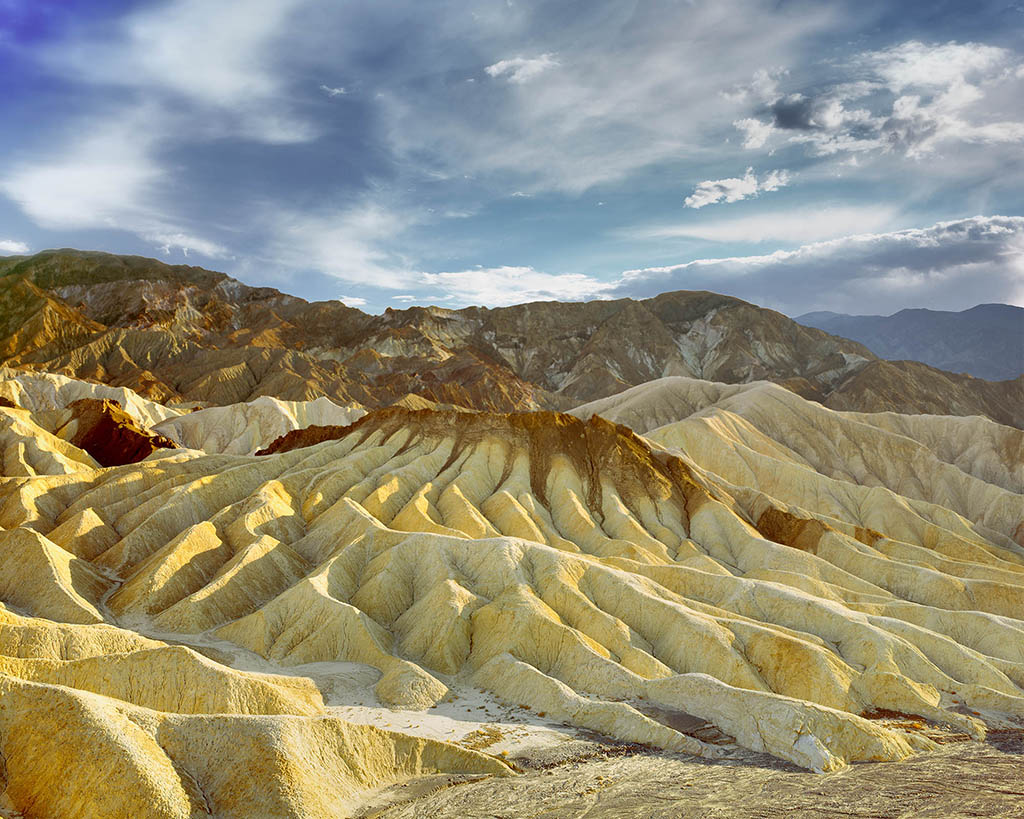
음반 커버의 사진은 자브리스키 포인트에서 찍은 것이다.

스티브 애버릴이 디자인한 음반 소매는 사막에서 레코드의 "이미지, 영화적 위치"를 묘사하기 위한 U2의 요청에 바탕을 두고 있다. 이 음반의 잠정적인 제목은 《The Desert Songs》와 《The Two Americas》였기 때문에, 이 소매의 초기 개념은 사막이 문명화와 만나는 지점을 나타내는 것이었다. 이 그룹은 아일랜드에서 촬영된 그들의 이전 음반들과 대조적으로 미국에서 사진을 찍기 위한 창조적인 과정의 초기에 결정했다. 그들은 사진작가 안톤 코르빈에게 그들의 아이디어를 포착할 수 있는 미국 내 장소를 찾아보라고 요청했다. 사진 촬영 일주일 전에 그는 위치 목록을 작성하기 위해 미국으로 갔다.
1986년 12월, 며칠 동안 U2는 모하비 사막 주변의 버스를 타고 코르빈과 애버릴과 함께 화보 촬영을 했다. 이 그룹은 작은 호텔에 머물며 네바다주 리노에서 시작해 사막 지형에 총격을 가한 뒤 캘리포니아의 유령 도시 보디, 투웬티나인팜스의 하모니 호텔, 자브리스키 포인트, 데스 밸리 정션, 데스 밸리 등의 장소로 이동했다. 코르빈은 더 많은 사막 풍경을 담기 위해 파노라마 카메라를 빌렸지만, 카메라의 사전 경험이 없는 그는 그것을 어떻게 집중해야 할지 생소했다. 이로 인해 그는 배경에 집중하게 되었고 밴드는 약간 초점이 맞지 않게 되었다. 코르빈은 "다행히 많은 빛이 있었다."라고 말했다. 애버릴은 여행의 일부를 8mm 필름 카메라로 촬영했다. 사진 촬영은 아침과 저녁에 이루어졌고, 한낮의 여행과 준비로 시간을 보냈다. 코르빈은 나중에 이 촬영의 주요 아이디어는 "미국에서 인간과 환경, 아일랜드인"을 나란히 배치하는 것이었다고 다시 설명했다. 애버릴은 그들의 사진 접근 방식에 대해 "우리가 사진을 찍고 커버에 액자를 붙이는 방식으로 내가 하려고 했던 것은 녹화에 사용된 풍경과 영화적 접근법을 제안하기 위해서였다"고 말했다.

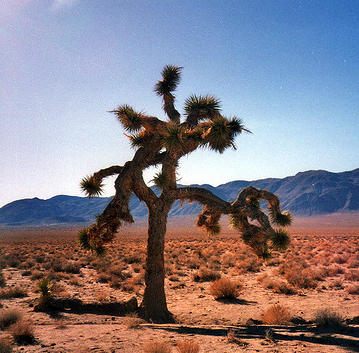
커버 아트에 사용된 조슈아 나무는 캘리포니아주 다윈 근처의 모하비 사막에 위치해 있었다.

첫날 촬영이 끝난 다음날 저녁, 코르빈은 밴드에 미국 남서부의 사막에서 단단하고 뒤틀린 식물인 조슈아 나무(유카 브레비폴리아)에 대해 말했고, 그는 소매에 사용을 제안했다. 보노는 이 식물의 어원의 종교적 의미를 발견하게 되어 기뻤다. 모르몬교도 전설에 따르면, 이 나무의 뻗은 가지가 조슈아에게 기도를 하면서 손을 드는 것을 상기시켜 주었기 때문에, 초기 정착민들은 이 식물의 이름을 구약성서 예언자 조슈아의 이름을 따서 지었다고 한다. 다음 날, 보노는 이 음반의 제목을 《The Joshua Tree》라고 선언했다. 그날 아침, 다윈 근처 190번 도로를 운전하던 중, 그들은 사막에서 외롭게 서 있는 나무를 발견했다. 코르빈은 한 무리의 나무들 사이에서 밴드를 촬영하는 것보다 더 좋은 사진이 나올 것이라고 생각했기 때문에 나무 한 그루를 찾기를 바라고 있었다. 그들은 버스를 멈추고 약 20분 동안 외딴 공장과 함께 사진을 찍었는데, 그것은 디 에지가 "당연히 자발적"이라고 부르는 것이었다. 사막에서 촬영했음에도 불구하고, 이 그룹은 여행의 일부 기간 동안 추운 날씨를 다루었다. 보노는 "얼어서 적어도 사막처럼 보이도록 코트를 벗어야 했습니다. 그것이 우리가 그렇게 암울해 보이는 이유 중 하나예요."라고 설명했다. 이 사진들의 진지한 어조에 대해, 코르빈은 "사람들이 너무 심각하게 생각하는 것 같아요. 제 생각에, 밴드를 찍을 수 있는 것은 분명히 가장 심각한 일이었습니다. 무덤 사진을 찍기 시작하지 않으면 그 선 아래로 더 내려갈 수 없어요."라고 말했다.
바이닐 레코드 발매를 위해 코르빈은 원래 사진의 연속인 U2를 소매 앞쪽에 놓고 조슈아 나무 사진을 찍고 싶어했다. 애버릴은 "재즈 ECM"와 유사하다고 말한 전방의 풍경과 함께 컨셉트를 시도했다. 궁극적으로 소매의 각 면에 대해 별도의 사진이 사용되었고, 자브리스키 포인트의 그룹 이미지가 앞면에 배치되었고, 뒷면 커버에는 나무와 함께 있는 이미지가 나타난다. 앞면 커버를 위해 애버릴은 사진의 왼쪽 절반에 있는 밴드의 프레임은 영화 감독 존 포드와 세르조 레오네의 영화 촬영을 환기시키기 위한 것이었다고 말했다. 중앙 게이트폴드는 조슈아 나무를 중앙에 두고 U2의 이미지를 보여주었다. 그들이 그들의 외모를 확인하기 위해 사용한 거울은 틀에 잘못 남겨져 있었다. 당시 콤팩트 디스크는 비교적 새로운 포맷이었기 때문에, 크리에이티브 팀은 음반 커버로 실험을 하기로 결정했고, 음반이 발매된 각 포맷에 따라 다른 커버 이미지를 선택했다. 콤팩트 디스크와 카세트 테이프의 초기 압력은 밴드의 흐릿하고 왜곡된 사진을 사용했다. 《롤링 스톤》은 음반의 제목과 나무 이미지는 "종교적 이미지에 깊이 박힌 기록인 완전한 사회적, 정치적 망연함 앞에 놓인 복원력"과 관련된 음반에 적합하다고 말했다. 1991년, 이 잡지는 "역대 최고의 음반 커버 100위" 목록에서 《The Joshua Tree》를 97위로 선정했다.

## 곡 목록
모든 곡들은 U2에 의해 작사/작곡하였다.
| #  | 제목                                           | 재생 시간 |
| -- | ---------------------------------------------- | --------- |
| 1. | 〈Where the Streets Have No Name〉             | 5:38      |
| 2. | 〈I Still Haven't Found What I'm Looking For〉 | 4:38      |
| 3. | 〈With or Without You〉                        | 4:56      |
| 4. | 〈Bullet the Blue Sky〉                        | 4:32      |
| 5. | 〈Running to Stand Still〉                     | 4:18      |

| #   | 제목                           | 재생 시간 |
| --- | ------------------------------ | --------- |
| 6.  | 〈Red Hill Mining Town〉       | 4:54      |
| 7.  | 〈In God's Country〉           | 2:57      |
| 8.  | 〈Trip Through Your Wires〉    | 3:33      |
| 9.  | 〈One Tree Hill〉              | 5:23      |
| 10. | 〈Exit〉                       | 4:13      |
| 11. | 〈Mothers of the Disappeared〉 | 5:12      |

## 인증
</ref>}}
| 국가                                                                                         | 인증         | 판매량/출하량 |
| -------------------------------------------------------------------------------------------- | ------------ | ------------- |
| 아르헨티나 (CAPIF)                                                                           | 플래티넘     | 60,000^       |
| 오스트레일리아 (ARIA)                                                                        | 5× 플래티넘  | 350,000^      |
| 오스트리아 (IFPI 오스트리아)                                                                 | 3× 골드      | 75,000*       |
| 캐나다 (뮤직 캐나다)                                                                         | 다이아몬드   | 1,000,000^    |
| 덴마크 (IFPI Danmark)                                                                        | 플래티넘     | 80,000^       |
| 핀란드 (Musiikkituottajat)                                                                   | 골드         | 27,965        |
| 프랑스 (SNEP)                                                                                | 2× 플래티넘  | 600,000*      |
| 독일 (BVMI)                                                                                  | 2× 플래티넘  | 1,000,000^    |
| 홍콩 (IFPI 홍콩)                                                                             | 플래티넘     | 20,000*       |
| 이탈리아 (FIMI)                                                                              | 플래티넘     | 50,000        |
| 멕시코 (AMPROFON)                                                                            | 골드         | 100,000^      |
| 뉴질랜드 (RMNZ)                                                                              | 14× 플래티넘 | 210,000^      |
| 네덜란드 (NVPI)                                                                              | 플래티넘     | 100,000^      |
| 노르웨이 (IFPI 노르웨이)                                                                     | 골드         | 25,000*       |
| 스페인 (PROMUSICAE)                                                                          | 3× 플래티넘  | 300,000^      |
| 스웨덴 (GLF)                                                                                 | 플래티넘     | 100,000^      |
| 스위스 (IFPI 스위스)                                                                         | 플래티넘     | 50,000^       |
| 영국 (BPI)                                                                                   | 9× 플래티넘  | 2,880,000     |
| 미국 (RIAA)                                                                                  | 다이아몬드   | 10,000,000^   |
| *판매량을 기반으로 한 인증 · ^출하량을 기반으로 한 인증 · 판매량+스트리밍을 기반으로 한 인증 |              |               |

*20주년 기념판은 영국에서 추가 골드 인증을 받았다.